# Anastasiya Petryshak
Anastasiya Petryshak (Ucraniano Анастасія Петришак, también transliterado "Anastasija Petryšak"; nacida el 12 de abril de 1994) es una violinista ucraniana.

## Datos biográficos
Fue introducida a la música a los 5 años estudiando el violín. Empezó a actuar como solista desde una edad temprana participando como solista en competiciones nacionales e internacionales. Al cumplir los diez años su familia se trasladó a Italia donde continuó estudiando su instrumento. A la edad de 15 años fue admitida a la  Academia Musical Walter Stauffer de Cremona para hacer estudios adelantados de violín y más tarde ingresó en la  Accademia Musicale Chigiana de Siena, donde fue enseñada por el maestro Salvatore Accardo.
Se graduó del Conservatorio Arrigo Boito en Parma con honores.  A principios de 2015  concluyó un programa de dos años en especialización adelantada en el  Instituto Musical de Claudio Monteverdi. Estudió después con Zakhar Bron, Boris Belkin, Shlomo Mintz, Pierre Amoyal  para finalmente atender los cursos de  Rudolf Koelman, en el Zürcher Hochschule der Künste.
Ha actuado y colaborado con músicos internacionales como Sofía Gubaidulina, Salvatore Accardo, Rocco Filippini, Gianluigi Gelmetti, Federico Longo y muchos otros. Ha trabajado con Andrea Bocelli, quién la ha invitado en sus presentaciones como solista huésped a numerosos conciertos.
Anastasiya Petryshak toca un violín moderno hecho especialmente para ella por Roberto Regazzi en Boloña.
En 2018, grabó su primer CD, con la etiqueta Sony Clásico, titulado "Amato Bene".